# Cotesia melanoscela
Cotesia melanoscela är en stekelart som först beskrevs av Julius Theodor Christian Ratzeburg 1844.  Cotesia melanoscela ingår i släktet Cotesia och familjen bracksteklar. Arten är reproducerande i Sverige. Inga underarter finns listade i Catalogue of Life.